# Małgorzata Tusk

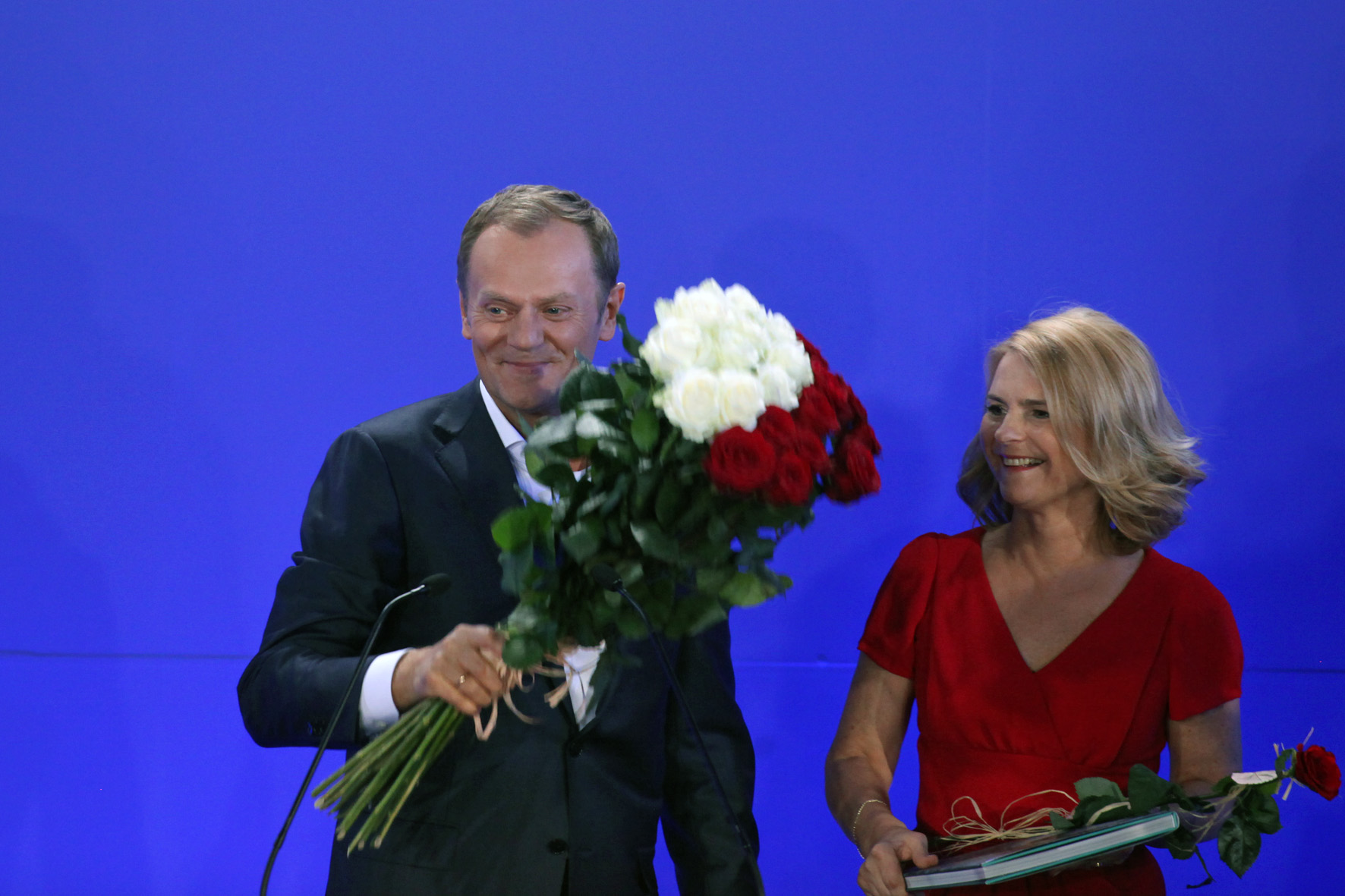
Małgorzata Tusk z mężem podczas zwycięstwa wyborczego w październiku 2011 roku

Małgorzata Tusk z domu Sochacka (ur. 1957 w Gdyni) – polska historyczka, żona premiera Polski Donalda Tuska.

## Życiorys
Pochodzi z Gdyni. Jest córką nauczycielki Stefanii Bałchanowskiej i oficera Marynarki Wojennej Jana Sochackiego. Ukończyła III Liceum Ogólnokształcące w Gdyni. Swojego przyszłego męża poznała podczas studiów historycznych na Uniwersytecie Gdańskim. Pobrali się na III roku studiów, po 3 miesiącach znajomości, w 1978. Dwa lata później obroniła pracę magisterską z zakresu architektury prekolumbijskiego Meksyku. Po studiach pracowała jako archiwistka i bibliotekarka.
W latach 80. angażowała się w działalność NZS i NSZZ „Solidarność” (na Uniwersytecie Gdańskim prowadziła sekretariat związku). W latach 90. współpracowała z Fundacją Rozwoju Demokracji Lokalnej, koordynując program na rzecz społeczeństwa obywatelskiego. Była również założycielką Stowarzyszenia Mieszkańców Sopotu „Dialog”.
W 2005 zawarła z Donaldem Tuskiem sakramentalny związek małżeński w Kościele katolickim. Związek pobłogosławił arcybiskup Tadeusz Gocłowski. Z Donaldem Tuskiem ma dwoje dzieci: Michała (ur. 1982) i Katarzynę (ur. 1987).
W 2013 wydała autobiografię Między nami w opracowaniu Beaty Nowickiej. Książka znalazła się na listach bestsellerów.